# دانیل ربیار
دانیل ربیار (فرانسوی: Daniel Rébillard‎؛ زادهٔ ۲۰ اکتبر ۱۹۴۸) ورزشکار دوچرخه‌سواری پیست اهل فرانسه بود.
از باشگاه‌هایی که در آن رکاب زده‌است می‌توان به تیم دوچرخه‌سواری فلاندریا و ژیتان–کامپانیولو اشاره کرد.
وی در مسابقات کشوری و بین‌المللی در مجموع برندهٔ ۱ مدال طلا، ۲ مدال برنز شده‌است.